# Pieter de la Rocque
Pieter de la Rocque (Frankrijk, 29 augustus 1679 – Slot Loevestein, 3 mei 1760) was een luitenant-generaal in het leger van de Republiek der Zeven Verenigde Nederlanden (het Staatse leger).

## Levensbeschrijving
De la Rocque werd op 29 augustus 1679 in Frankrijk geboren en op 1 september 1679 in de gereformeerde kerk van Sucé-sur-Erdre (anno 2014 departement Loire-Atlantique en arrondissement Nantes), noordelijk van de stad Nantes, als Pierre de la Rocque gedoopt. Zijn ouders waren Pierre de la Rocque en Bertranne le Roux. Als hugenoten vestigden zij zich waarschijnlijk tussen 1679 en 1685 met hun dochtertje Jeanne Lucrèce (geboren op 30 december 1677) en hun zoontje Pierre in de Republiek der Verenigde Nederlanden. Pieter huwde op 4 maart 1708 in de Waalse kerk van Den Haag met Lucretia van Hoorn, geboren in Vlissingen als dochter van Nicolaas van Hoorn en Lucretia Leroux. Zij overleed op 14 augustus 1719 in Sas van Gent. De la Rocque hertrouwde niet. Hij onderhield omstreeks 1725 een relatie met Christina Henriette Swanke. Hieruit kwam een dochter Petronella de la Rocque voort, die op 9 februari 1726 in Halsteren gereformeerd werd gedoopt en in Bergen op Zoom reeds op 15 mei 1726 overleed. Van De la Rocque zijn geen andere kinderen bekend.
De loopbaan van De la Rocque in het Staatse leger nam omstreeks 1692 een aanvang. In 1705 werd hij benoemd tot extra-ordinaris ingenieur in de Dienst der Fortificatiën van de Republiek der Verenigde Nederlanden; in 1709 werd hij bevorderd tot ordinaris ingenieur in de rangcategorie van de ingenieurs der tweede klasse. In 1708 werd hij benoemd tot kapitein van een infanterie-regiment van het Staatse leger. In 1717 volgde zijn bevordering tot majoor, in 1721 tot luitenant-kolonel, in 1724 tot kolonel en in 1742 tot luitenant-generaal.

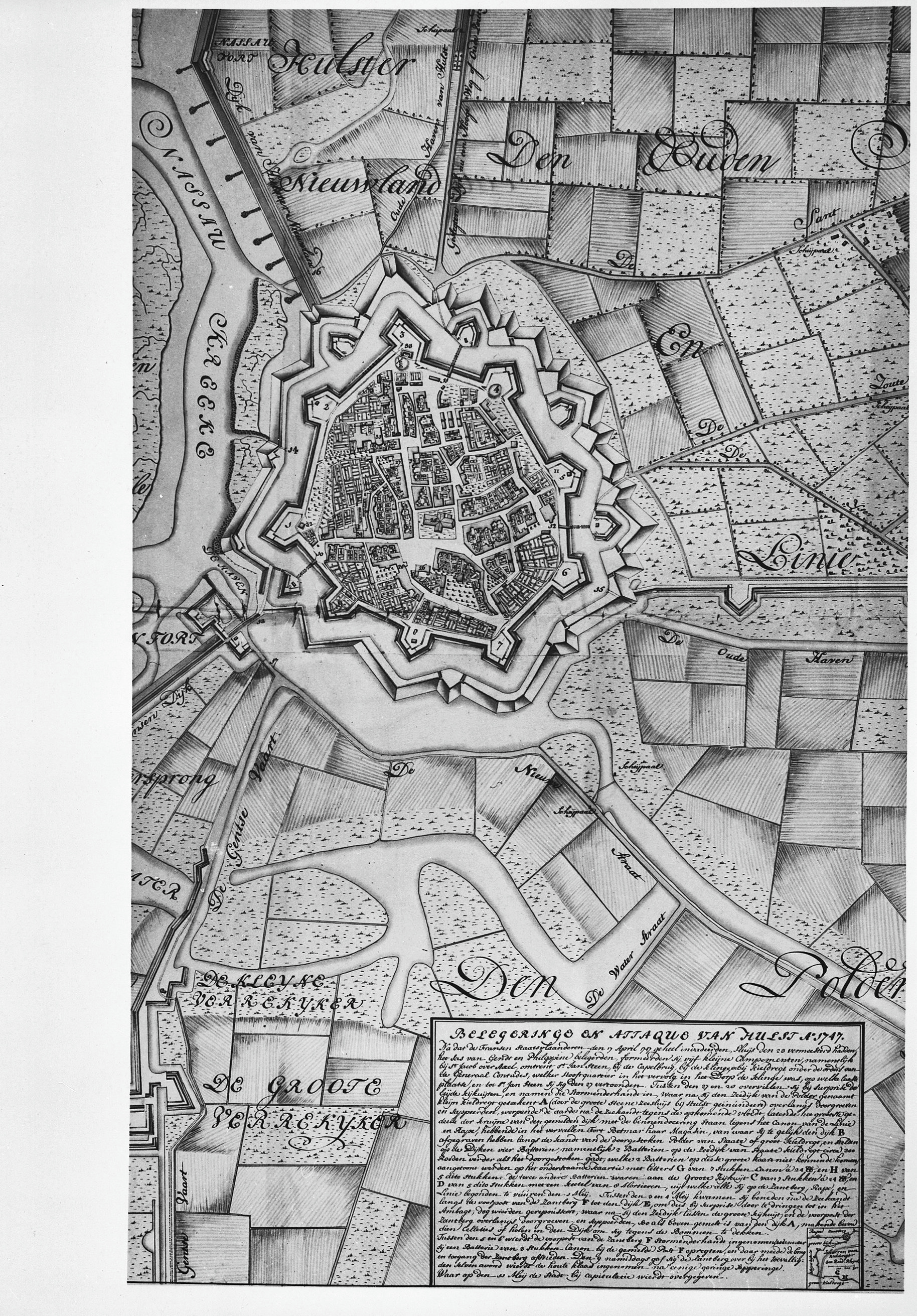
Belegering van Hulst 1747

Tot de door hem vervulde functies behoorden: commandeur van Vlissingen (1717-1718), sergeant-majoor van Sas van Gent (1718-1724), commandeur van Hulst (1724-1747) en commandeur van Staats-Vlaanderen met inbegrip van de Scheldeforten (1745-1747). 
Hij werd door een Extra-Ordinaire Hoge Krijgsraad veroordeeld voor de wijze waarop hij in april-mei 1747 leiding had gegeven aan de verdediging van de stad Hulst en het omringende Hulsterambacht tegen een aanval van het Franse leger in het kader van de Oostenrijkse Successieoorlog. Hulst capituleerde op 11 mei 1747. Het werd De la Rocque onder meer bijzonder kwalijk genomen dat hij de nabij Hulst gelegen plaats Sint Jansteen zonder waarschuwing vooraf had laten beschieten met gloeiende kogels waardoor 29 huizen en 21 schuren in de as werden gelegd. Dit bleek achteraf zinloos te zijn geweest.
Het proces tegen De la Rocque voltrok zich in twee fasen in de periode augustus 1747 tot en met mei 1748. De krijgsraad vergaderde over de strafzaak 47 maal en was over de veroordeling sterk verdeeld. De aanklager (de fiscaal van de Generaliteit) eiste de doodstraf. Op 2 oktober 1747 werd De la Rocque in afwijking van deze eis veroordeeld tot ontslag uit zijn militaire functies en betaling van de proceskosten. 
Stadhouder Willem IV weigerde dit vonnis goed te keuren. Hij wijzigde vervolgens de samenstelling van de krijgsraad ingrijpend. Het proces werd eind februari 1748 hervat. De aanklacht en de strafeis van de fiscaal van de Generaliteit bleven ongewijzigd. De hernieuwde krijgsraad veroordeelde De la Rocque op 10 april 1748 als volgt: ontslag uit alle militaire functies, onthoofding met het zwaard, confiscatie van diens bezittingen ten gunste van de Generaliteit en betaling van de proceskosten. De krijgsraad toonde geen begrip voor het verweer van De la Rocque dat Hulst niet goed te verdedigen viel gelet op de overmacht van de Franse belegeraar die met een leger van 25.000 man en zware artillerie Staats-Vlaanderen was binnengetrokken. Door vroegtijdig te capituleren kon volgens De la Rocque onnodig bloedverlies en aanzienlijke materiële schade worden voorkomen.
Prins Willem IV amendeerde het tweede vonnis op 30 mei 1748 ingrijpend. Gehandhaafd bleven het ontslag uit militaire functies en betaling van de proceskosten. De doodstraf werd vervangen door een straf met een zwaaiend zwaard boven het hoofd (de symbolische doodstraf) en door een levenslange gevangenisstraf op het Slot Loevestein, op kosten van De la Rocque. Deze behield zijn bezittingen. De straf werd op 26 juni 1748 bekendgemaakt tijdens een plechtigheid op het kasteel van Breda. Aansluitend werd De la Rocque op Loevestein gedetineerd. Daar overleed hij op 3 mei 1760, ruim 80 jaar oud. Vermoedelijk is hij in Woudrichem begraven.

## Externe bron
- Pieter de la Rocque - hanleune.nl
- Beleg van Hulst door de Fransen - lowensteyn.com